# پیپ سای
پیپ سای (انگلیسی: Pape Sy؛ زادهٔ ۵ آوریل ۱۹۸۸) بازیکن بسکتبال اهل فرانسه است.
از باشگاه‌هایی که در آن بازی کرده‌است می‌توان به آتلانتا هاوکس اشاره کرد.